# Labidochromis caeruleus
Labidochromis caeruleus är en fiskart som beskrevs av Fryer, 1956. Labidochromis caeruleus ingår i släktet Labidochromis och familjen Cichlidae. IUCN kategoriserar arten globalt som livskraftig. Inga underarter finns listade i Catalogue of Life.